# タレスの日食

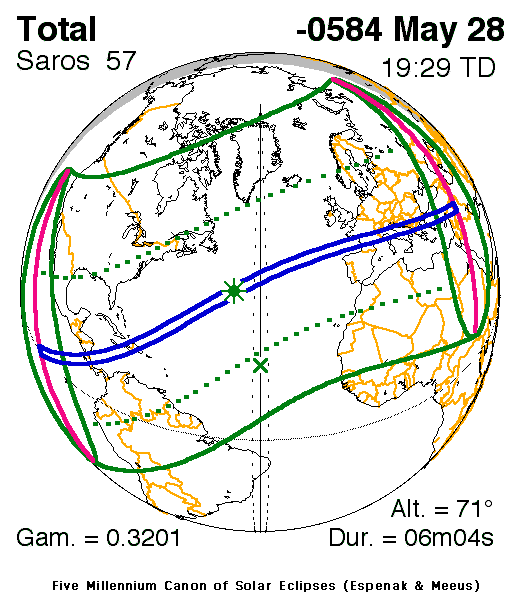
紀元前585年5月28日に起きた日食の地図

タレスの日食（タレスのにっしょく、英: Eclipse of Thales）とは、古代ギリシアの歴史学者ヘロドトスによって、同じく古代ギリシアの哲学者であったタレスが正確に予測したとして言及されている日食である。もしヘロドトスの言及が事実であれば、これは日食を発生前に予測した最初の事例ということになる。多くの歴史学者は、タレスが予測したのは紀元前585年5月28日に発生した日食であったと考えている。タレスがこの日食をどれほど正確に予測していたかについては未だ不確実であり、この日食は全く予測されていなかったのではないかと考える歴史学者もいる。他の日付を主張する歴史学者もいるが、歴史的な出来事を説明するために必要とされる可視性の条件が揃っているのは紀元前585年5月の日食だけである。
ヘロドトスによれば、日食の出現は何らかの前兆として考えられており、この日食によって長い間戦争が続いていたメディア王国とリュディア王国の間で起きていた戦闘は中断されることとなった。そのために、この戦闘は後に日食の戦いと呼ばれることとなった。アメリカ合衆国の作家であるアイザック・アシモフは、日食の戦いについて、日の精度で起きた時期が分かっている歴史的な出来事としては最も早いものであると考えており、この戦いを「科学の誕生」と呼んでいた。

## 日食が観測できた場所
紀元前585年5月28日の日食は皆既日食であった。中心食帯はガラパゴス諸島沖の東太平洋で始まり、中央アメリカ（現在のニカラグア南部、コスタリカ、パナマ北端に相当する地域）を横断してカリブ海に達し、イスパニョーラ島を通過した。14時22分25.8秒（協定世界時）、大西洋上の北緯37度54分 西経46度12分 / 北緯37.9度 西経46.2度で最大食（最大食分1.07980、皆既日食の継続時間6分4秒）を迎え、中心食帯はその後現在のフランスに当たる地域に上陸した。その後、イタリア半島北部、バルカン半島中部を横断し、夕方にはアナトリア半島南西部に達した。ヘロドトスによれば、この戦闘はクズルウルマク川で発生したとされる。この場所はちょうど、与えられたΔTの数値の誤差の範囲内で皆既日食帯に重なる地域である。アナトリア半島を通過した皆既帯はシリア地方を経て、アッシリア付近で日没のため終了した。部分日食は南北アメリカ、ヨーロッパ、中近東、北アフリカ、中央アジアなどの広い範囲で見られた。

## ヘロドトスの記述
ヘロドトスの『歴史』の第1巻73章・74章によれば、メディアとリュディアの両王国の戦闘は日食の最中に始まった。
それから6年目に、また別の戦闘が起こった。ちょうど戦い（日食の戦い）が始まろうとしていたとき、昼だったのが突然夜に変わった。この日食は事前にミレトスの住民であるタレスによって予測されており、タレスは日食について事前にイオニアの住民に警告していた。彼が特定したまさにその年に日食が実際に起こったのであった。メディアとリュディアはこの異変に接して戦闘を中止し、両者それぞれに不安を覚えた結果、和平が成立した。

## タレスの予想
この話の信憑性については疑問も投げかけられているが、ヘロドトス以外にもこの話についての証拠は存在する。紀元後3世紀の哲学者であるディオゲネス・ラエルティオスによれば、タレスと同じく紀元前6世紀に生きた哲学者であるクセノパネスがタレスの予測から印象を受け、自身もソクラテス以前の哲学者であるデモクリトスとヘラクレイトスからの証言を与えている。
キケロは、タレスはメディア王国の最後の王であるアステュアゲスの治世中に起きた日食を予測し、日食の予測に成功した人物はタレスが初めてであったと言及している。ガイウス・プリニウス・セクンドゥスも、タレスがリュディア王国のアリュアッテスの治世中に起きた日食を予測したと述べている。
タレスが日食を予測した当時、日食が地球と太陽の間に月が入ることで発生する現象であることはまだ知られていなかった。この事実が知られるのは、100年以上後のアナクサゴラスとエンペドクレスによる発見まで待たなければならない。
この記述が正しければ、タレスは日食周期に気づくことによってあらゆる日食の起きる時期を計算しなければならなかったのではないかと考えられている。現在提案されている仮説は、一つはタレスはサロス周期を用いて日食を予測した可能性があるというものであり、もう一つはタレスがバビロニアの天文学の知識をいくらか用いて予測した可能性があるというものである。しかし、タレスが日食を予測した段階では、バビロニアの天文学は特定の日食について特定の地点での見え方を予測できる段階には全く到達しておらず、後者の仮説は間違いである可能性が極めて高いと考えられている。実際には、特定の地点での日食の見え方を予測するために信頼できる日食周期は存在せず、そのためにタレスのあらゆる予測が的中したのは単なる偶然であった可能性がある。